# Сапатинский, Фёдор Миронович

Фёдор Михайлович Сапатинский (1904—1986) — Герой Советского Союза, стрелок 248-го стрелкового полка 31-й Сталинградской ордена Богдана Хмельницкого 2-й степени стрелковой дивизии 52-й армии 2-го Украинского фронта, красноармеец.

## Биография
Родился 20 июня 1904 года в селе Минино ныне Радомышльского района Житомирской области. Украинец. В 1924 году окончил ликбез. Работал в колхозе имени С. М. Кирова, грузчиком на лесопильном заводе в селе Городище Житомирской области.
В 1939 году призван в ряды Красной Армии. Участник освободительного похода в Западную Украину, советско-финской войны 1939—1940 годов. В боях Великой Отечественной войны с июня 1941 года. Воевал на Западном, 2-м Украинском фронтах. Был ранен.
Заканчивался март 1944 года. 248-й стрелковый полк, в котором служил Ф. М. Сапатинский, преследуя врага, успешно развивал наступление. На подступах к молдавскому селу Грасены полк разгромил отдельные подразделения противника и занял село. Но враг, подтянув резервы, охватил фланги и окружил село. Полк занял круговую оборону. Подразделения пехоты и артиллерии использовали каждое укрытие, стену, канаву. Солдаты начали окапываться. Ф. М. Сапатинский воевал в Сталинграде и хорошо знал: коль перешёл к обороне — окапывайся прочно.
Весь день 30 марта 1944 года прошёл в стычках с врагом. Бой не утихал и ночью. Шальная пуля ранила в грудь командира отделения, но он остался на передовой. Ночью не спали. Противник не жалел осветительных ракет. На рассвете 31 марта 1944 года гитлеровцы подтянули свежие силы и пошли в атаку.
Шесть раз штурмовал противник позиции стрелкового полка, и каждый раз его атаки разбивались о стойкую оборону. После каждой атаки противник оставлял у околиц села сотни убитых и раненых и, не добившись успеха, отходил на исходные рубежи. Ф. М. Сапатинский дрался и штыком и прикладом, а потом, подобрав оружие и боеприпасы, брошенные гитлеровцами на поле боя, использовал их против врага. Опыт Ф. М. Сапатинского стал достоянием всех бойцов. Врага встречали его же оружием.
В шестой атаке выбыл из строя командир взвода. Ф. М. Сапатинскому не надо было подсказывать, что делать. Ещё в Сталинграде он не раз водил солдат в атаку, когда подразделение оказывалось в подобной ситуации. В седьмой атаке противник вклинился в боевые порядки роты. Еще немного — и враг прорвётся в центр села. Наступила критическая минута. И тогда ветеран полка встал, поднял над головой гранату и громко крикнул: «В атаку! Вперёд!».
Воодушевлённые мужественным примером бывалого солдата, бойцы бросились за ним в рукопашный бой. Фашисты не выдержали штыкового удара и откатились. В этих схватках Ф. М. Сапатинский лично уничтожил двенадцать солдат противника. На рассвете 1 апреля 1944 года подошли остальные части 31-й Сталинградской ордена Богдана Хмельницкого дивизии и погнали врага дальше, на запад.
Указом Президиума Верховного Совета СССР от 13 сентября 1944 года за стойкость, героизм и мужество в боях при освобождении Молдавии красноармейцу Фёдору Мироновичу Сапатинскому присвоено звание Героя Советского Союза с вручением ордена Ленина и медали «Золотая Звезда» (№ 4712).
В 1946 году после демобилизации поселился в городе Тараща Корсунь-Шевченковского района Черкасской области. Работал в сельском хозяйстве. Скончался 25 ноября 1986 года.
Награждён орденами Ленина, Отечественной войны 1-й степени, медалями.
21 августа 1969 года занесён в Книгу почёта Унгенского района Молдавии.